# Fauveliopsis jameoaquensis
Fauveliopsis jameoaquensis es una especie de anélido de la familia Fauveliopsidae, endémica de las aguas anquialinas de Lanzarote (Canarias). La especie fue descrita originalmente de la laguna anquialina de los Jameos del Agua, y posteriormente citada en la Montaña de Jable, en el Túnel de la Atlántida

## Descripción
Cuerpo corto de 0,8 a 1,3 mm de longitud y 10 segmentos con cerdillas, cilíndrico, translúcido o con cutícula color marrón cubierta por partículas de sedimentos finos. Papilas no visibles. No presenta ojos ni apéndices en el prostomio, en cambio tiene dos órganos nucales quimiorreceptores ciliados pequeños. Peristomio ciliado lateralmente, sin apéndices. Parapodios birrámeos. Pigidio redondeado, sin cirros.